# Dichagyris venosa
Dichagyris venosa là một loài bướm đêm trong họ Noctuidae.